# Kanadische Badmintonmeisterschaft 1987
Die Kanadische Badmintonmeisterschaft 1987 fand vom 1. bis zum 5. Dezember 1987 in Ottawa statt.

## Sieger und Finalisten
| Disziplin    | Gold                            | Silber                       |
| ------------ | ------------------------------- | ---------------------------- |
| Herreneinzel | Mike Butler                     | Jesper Helledie              |
| Dameneinzel  | Denyse Julien                   | Claire Sharpe                |
| Herrendoppel | Mike Butler David Humble        | Ian Johnston Bryan Blanshard |
| Damendoppel  | Johanne Falardeau Denyse Julien | Claire Sharpe Linda Cloutier |
| Mixed        | Mike Butler Claire Sharpe       | Anil Kaul Chantal Jobin      |

1. ↑  badmintonquebec.com listet die Ergebnisse des Damendoppels in umgekehrter Reihenfolge.